# ویکی‌چگونه
ویکی‌چگونه (به انگلیسی: wikiHow) یک پایگاه داده بر پایه ویکی است که به ارائه چگونگی انجام امور (How to) می‌پردازد. این وبگاه که در سال ۲۰۰۵ توسط جک هریک (Jack Herrick) ایجاد شده است، در مه ۲۰۰۸ (میلادی) بیش از ۳۶۵۰۰ مقاله در زبان انگلیسی داشته‌است.
هدف بلند مدت ویکی‌چگونه ساخت یک راهنمای «چگونه...» رایگان برای هرکسی روی کره خاکی است. این وبگاه بجز انگلیسی به زبان‌های دیگری چون اسپانیولی، آلمانی، فرانسوی، ترکی و پرتغالی و فارسی نیز نوشته می‌شود.
تمامی محتوای این سایت زیر مجوز کریتیو کامانز منتشر می‌شود. وب‌گاه از یک ارائه (Version) اصلاح شده نرم‌افزار مدیاویکی ۱٫۹٫۳ بهره می‌برد.هدف ویکی هاو ساخت بزرگ‌ترین و باکیفیت‌ترین کتابچه کمک و راهنما در جهان است. این وب‌گاه تا ماه مه ۲۰۰۸ حدود ۲۳٬۵۰۰٬۰۰۰ بازدیدکننده داشته‌است.

## تاریخچه
در ۱۵ ژانویه ۲۰۰۵ جک هریک وبگاهی را تأسیس کرد که هدف آن ایجاد راهنمای انجام کار دقیق و به‌روز در زبان‌های مختلف باشد. روز تأسیس آن از روی عمد همزمان با تأسیس ویکی‌پدیا انتخاب شد. جک هریک برای ایجاد این وبگاه از ای‌هاو الهام گرفت که او و شریک تجاری اش جاش هانا در 2004 آن را خریدند.پس از مدیریت ای‌هاو , هریک به این نتیجه رسید که مدل کسب کاری سایت از جامع و با کیفیت تر شدن آن جلوگیری می کند.با فهمیدن اینکه روش ویکی برای تولید محتوا باعث تولید محتوای باکیفیت می شود، آنها ای‌هاو  را در سال 2006 به Demand Media فروختند.هریک تفاوت بین ای‌هاو و ویکی‌چگونه را اینگونه توصیف کرد : 
خوردن یک همبرگر مک دونالد در مقابل یک غذای فوق العاده خانگی
در سال 2006، بنیاد غیرانتفاعی یک لپ‌تاپ برای هر کودک، ویکی چگونه را به عنوان یکی از منابع آموزشی برای لپ‌تاپ‌های آموزشی خود که در سراسر جهان توزیع می‌کند، انتخاب کرد.
در 21 سپتامبر 2007، بیست و پنج هزارمین مقاله این وب سایت منتشر شد. در سال 2009، ماهانه وبسایت بیش از 20 میلیون بازدید داشت و مجددا طراحی شد.در سال 2014، گوگل ویکی چگونه را به عنوان یکی از شرکای راه اندازی Google Contributor ،انتخاب کرد.
در 24 مارس 2016، ویکی چگونه با Guidecentral که وبسایتی متمرکز بر دستورالعمل‌های پروژه‌های «دستی» بود، ادغام شد. شرایط ادغام آنها منتشر نشد.
با این حال، Guidecentral بیش از 1 میلیون دلار از سرمایه گذارانی از جمله NXTP Labs، Enterprise Ireland و South Ventures جمع آوری کرد.